# 八坂神社 (越谷市大成町)
八坂神社（やさかじんじゃ）は、埼玉県越谷市の神社。

## 歴史
江戸時代初期に創建された。元々は当地の名主で「見田方様」と呼ばれた宇田家の屋敷神であったが、見田方村の成立とともに一般に開放、村の鎮守として祀られるようになった。「来福寺」が別当寺であった。来福寺は真言宗の寺院であったが、明治初期の神仏分離により、廃寺に追い込まれた。
1875年（明治8年）、近代社格制度に基づく「村社」に列せられた。

## 交通アクセス
- 越谷レイクタウン駅より徒歩31分。